# Хейнс, Марджори
Марджори Хейнс (родилась в 1946 году) — юристка, специализирующаяся на Первой поправке к Конституции США (которой гарантируются свобода слова, собраний и СМИ), писательница, основательница Free Expression Policy Project.

## Образование
Хейнс получила степень бакалавра с отличием в Корнеллском университете в 1967 г. Она получила степень доктора права (с отличием) на юридическом факультете Гарвардского университета в 1978 году. Она была принята в коллегию адвокатов штата Массачусетс в 1978 году и в Нью-Йорке в 1993 году

## Карьера
Хейнс начала работать в качестве журналиста в 1970-х годах в Сан-Франциско в San Francisco Express Times. Она также была антивоенной активисткой во время войны во Вьетнаме.

### Американский союз защиты гражданских свобод
В 1980-х годах в качестве адвоката Массачусетского отделения Американского союза защиты гражданских свобод (American Civil Liberties Union, сокращенно ACLU), Хейнс оспариваются многочисленные вопросы нарушения гражданских прав, включая права ЛГБТ и свободы слова. Один из вопросов, участие в судебном процессе против Бостонского университета на основе ее жалобы о дискриминации со стороны университета. Эта история рассказывается в Cutting the Mustard (1988). Хейнс также исследовала расследование Департамента полиции Бостона о печально известном деле об убийстве Кэрол Стюарт, в котором белый мужчина убил свою жену, но утверждал, что он является жертвой угона автомобиля афроамериканцем.
От 1989-91, она служила в качестве главного редактора «Massachusetts Law Review». В 1991-92 годах, она была начальником отдела по гражданским правам в офисе Массачусетского Генерального прокурора.
Она основала проект Arts Censorship Project в Американском союзе защиты гражданских свобод от 1991—1998, в годы, в котором цензура в искусстве была особенно активной. За это время она работала по ряду громких вопросов цензуры искусства. Хейнс была соадвокатом (помощником) в деле Reno против Американского союза защиты гражданских свобод, рассмотренном в Верховном суде США, который в конечном счете счел Закон о пристойности неконституционным нарушением Первой поправки. Хейнс был также одним из консультантов по знаковому делу Национальный фонд искусств против Финли.

### Преподавательская карьера
Хейнс преподавала на юридическом факультете Бостонского колледжа, университете штата Флорида (юридический факультет), Университете Калифорнии в Сан-Диего (UCSD), Нью-Йоркском университете (NYU), Университете Тафтса и Американском университета в Париже.
На UCSD, она создала курсы «Цензура, культуры и американского права» и «политические репрессии и пресса: Красная угроза в истории США и права». В Нью-Йоркском университете, она вела курс «Цензура и американская культура.» В Американском университете в Париже, она обучала «Free Expression и СМИ: Политика и право»
Она была научным сотрудником в Brennan Center Нью-Йоркского университета юстиции, 2004—2007 годы. В 2011 году она была научным сотрудником Frederic Ewen Academic Freedom Center Нью-Йоркского университета, исследуя ее книгу, Priests of Our Democracy: The Supreme Court, Academic Freedom, and the Anti-Communist Purge.
В настоящее время она является адъюнкт-профессором в Департаменте средств массовой информации, культуры, и связи школы Нью-Йоркского университета культуры, образования и развития людских ресурсов.

## Судебные дела
Судебные процессы, в которых участвовала Хейнс, включает в себя:
- Урофски против Гилмор, 216 °F.3d 401 (4-й Cir. 2000) (доводы в пользу профессоров, оспаривающих конституционность закона Вирджинии, ограничивающего доступ к откровенным сексуальным материалам на рабочих компьютерах)
- Национальный фонд искусств против Финли, 524 США 569 (1998)
- Рено против Американского союза гражданских свобод, 521 США 844 (1997) (со-адвокат коалиции ACLU, оспаривала действия приличий, которые ограничивали «неприличную речь» в интернете)

### Книги
- Priests of Our Democracy: The Supreme Court, Academic Freedom, and the Anti-Communist Purge (New York: NYU Press, 2013) (ISBN 9780814790519)
- Not in Front of the Children: 'Indecency', Censorship, and the Innocence of Youth (2001; 2007) (ISBN 0-8090-7399-4)[13][14]
- Sex, Sin and Blasphemy: A Guide to America’s Censorship Wars (1993; rev. 1998) (ISBN 1-56584-048-8)[15]
- Cutting the Mustard: Affirmative Action and the Nature of Excellence (1988) (ISBN 0-571-12974-9)
- Strictly Ghetto Property: The Story of Los Siete de la Raza (1972) (ISBN 0-87867-010-6)

### Другие работы
- «Banning Words: A Comment on 'Words That Wound'», 18 Harvard Civil Rights-Civil Liberties Law Review 585 (Summer 1983)
- "In Memoriam: Benjamin Kaplan, " 124 Harvard Law Review 1351 (2011).